# Liste de musées en Colombie
Cette page recense les principaux musées de Colombie.

## Bogota
| Image | Nom du musée                                           | Description |
| ----- | ------------------------------------------------------ | --- |
|       | Musée national de Colombie                             | Le musée national de Colombie est le musée national de la Colombie abritant des collections de son histoire, de son art (en) et de sa culture. Il est le plus grand et le plus ancien musée de Colombie et dépend du ministère de la Culture. |
|       | Musée d'art colonial de Bogota                         | Le musée d'art colonial expose des peintures, sculptures sur bois, meubles, bijoux, livres et documents de la période coloniale (1492-1810), des sculptures et peintures de l'école de Quito, des ivoires, de l'argenterie, etc. Bâtiment du XVIIe siècle. |
|       | Musée de l'or                                          | Le musée de l'Or abrite la plus importante collection d'orfèvrerie pré-hispanique du monde avec près de trente-cinq mille objets en or et en tombac et près de trente mille autres en céramique, en pierre, en coquillage, en os et en textile, dont dix pour cent sont exposés dans les installations du musée à Bogota, situé en face du parc Santander. |
|       | Musée Botero                                           | Le musée Botero est un musée d'art situé dans le quartier de La Candelaria, le centre historique et culturel de Bogota. Il contient une collection de nombreuses œuvres données à la Colombie par l'artiste Fernando Botero avec l'intention de diffuser les arts et la culture dans son pays natal. On y retrouve 123 créations de Botero lui-même et 85 œuvres d'autres artistes comme Max Beckmann, Pierre Bonnard, Marc Chagall, Salvador Dalí, Joan Miró, Pablo Picasso ou Auguste Renoir. |
|       | Musée du 20 juillet                                    | Le musée du 20 juillet est le musée historique de l'indépendance de la Colombie. Il est situé à l'endroit où se sont déroulés les événements du vase de Llorente et où a été proclamée l'indépendance du royaume d'Espagne, dans le coin nord-est de la Place Bolívar. |
|       | Musée d'art déco (es)                                  | |
|       | Musée d'art de l'université nationale de Colombie (es) | |
|       | Musée d'art de la Banque de la République              | |
|       | Musée de Bogota (es)                                   | |
|       | Musée Francisco José de Caldas (es)                    | |
|       | Musée Militaire de la Colombie (es)                    | |
|       | Musée Jorge Eliécer Gaitán (es)                        | |
|       | Musée archéologique du Marquis de San Jorge (es)       | |
|       | Museo del Chicó (es)                                   | |
|       | Cloître de San Agustín (es)                            | |
|       | Musée d'architecture Leopoldo Rother (es)              | |
|       | Musée d'art moderne de Bogota                          | |
|       | Musée d'art contemporain El Minuto de Dios (es)        | |
|       | Musée des enfants de Bogota (es)                       | |
|       | Quinta de Bolívar                                      | |
|       | Musée du XIXème siècle (es)                            | |

## Medellín
| Image | Nom du musée                                         | Description |
| ----- | ---------------------------------------------------- | --- |
|       | Musée d'art moderne de Medellín                      | Le musée d'art moderne de Medellín est un musée consacré à la recherche, la conservation et la diffusion dans les domaines des arts modernes et contemporains. Il fut fondé en 1978 et est connu sous le nom de « El MAMM » (sigle de Museo de Arte Moderno de Medellín). |
|       | Musée El Castillo                                    | Le musée El Castillo est un musée offrant des expositions permanentes d'objets en porcelaine et cristal, vitraux, antiquités, peintures, sculptures, etc. |
|       | Musée entomologique Francisco Luis Gallego (es)      | |
|       | Musée de minéralogie de Medellín (es)                | |
|       | Musée Gardeliana (es)                                | |
|       | Musée d'Antioquia                                    | |
|       | Musée du cimetière San Pedro (es)                    | |
|       | Musée interactif EPM (es)                            | |
|       | Maison-musée Pedro Nel Gómez                         | |
|       | Musée universitaire de l'université d'Antioquia (es) | |

## Autres villes
| Image | Nom du musée                                 | Municipalité   | Département  | Description |
| ----- | -------------------------------------------- | -------------- | ------------ | --- |
|       | Cathédrale de sel de Zipaquirá               | Zipaquirá      | Cundinamarca | La cathédrale de sel est une église construite à l'intérieur des mines de sel de Zipaquirá, dans la savane de Bogota. C'est aussi un lieu de culte et l'un des sanctuaires catholiques les plus connus parmi ceux consacrés au chemin de Croix de Jésus-Christ. |
|       | Quinta de San Pedro Alejandrino              | Santa Marta    | Magdalena    | La Quinta de San Pedro Alejandrino est une hacienda (ou quinta) construite au XVIIe siècle, célèbre pour être le lieu de décès de Simón Bolívar le 17 décembre 1830.                                                                                            |
|       | Musée archéologique de Sogamoso (es)         | Sogamoso       | Boyacá       | |
|       | Musée paléontologique de Villa de Leyva (es) | Villa de Leyva | Boyacá       | |
|       | Casa de la Convención (es)                   | Rionegro       | Antioquia    | |

- Musée de l'Or Quimbaya, à Armenia (Quindío)
- Musée archéologique de Pasca
- Aquarium maritime de Rodadero à Santa Marta
- Musée du Coton et des fabriques de San José de Suailta à San José de Suaita
- Musée du Vinyl, à Zipacón